# Erich Fritz Reuter
Erich Fritz Reuter (Berlin, 2. september 1911 – sammested, 16. september 1997) var en tysk billedhugger.

## Personlige liv
Reuter voksede op med sine to ældre brødre (den mest berømte er Walter Reuter) i Berlin-Charlottenburg. Han gik på Köllnische Gymnasium i Berlin-Mitte. I 1926 forlod han gymnasiet og påbegyndte stenhuggeruddannelsen. I samme periode gik han, fra 1926 til 1929, på en håndværkerskole i Charlottenburg. Han var sammen med sin bror Walter politisk aktiv, såsom Spartakusforbundet, men vendte ryggen til alt der havde med politik at gøre efter Walters flugt til Spanien. Han påbegyndte sine studier på Hochschule für Bildende Künste in Berlin i 1934, som varede indtil 1940. På trods af den Nazistiske propaganda på universitetet, forblev han trofast til sin forbilleder på Wilhelm Lehmbruck, Ernst Barlach, og Georg Kolbe.
I 1942 afbrød han sin militærtjeneste for en videregående uddannelse med professor Cambini i Palermo, Italien, men i 1943 faldt han i unåde og blev smidt ud af Reichskunstkammeret på grund af hans forhold med en ikke-arisk kvinde, og fødslen af deres søn. Han blev sendt til fronten i Italien, hvor han faldt i amerikansk krigsfangenskab.
I 1945 vendte han tilbage fra krigsfangenskabet og det lykkedes ham at grundlægge et atelier i det Sovjetisk besatte Dresden. I 1949 vendte han tilbage til sin hjemby, Berlin (den vestlige del). Hvor han lavede mange kunstværker til det offentlige rum.
I 1952 blev han udnævnt til professor i skulptur ved det Technische Universität Berlin. Fra 1966 til 1968, var han også en professor ved det Tekniske Universitet i Istanbul.
Erich Fritz Reuter var medlem af den tyske kunstnerforening.

## Priser
- 1952 Første præmie - design til et mindesmærke for ofrene for luftbroen (det var dog ikke abstrakt nok, anden præmiens forslag blev opført i Berlin)
- 1953 Første præmie - Verbandes der deutschen Kunstkritiker
- 1956 Første præmie - for et design af Neue Brücke i Bad Kreuznach,
- 1956 Anden præmie - Kunst in der Olympiade
- 1957 Første præmie - Klokkespil på rådhuset i Wolfsburg (udført)
- 1959 Første præmie - monument til Wilhelm Conrad Röntgen, Gießen (udført)
- 1960 Første præmie - den tyske ambassade i Rio de Janeiro
- 1961 Første præmie - international konkurrence om en torv/mindetegn i Wolfsburg

## Galleri
- Liggende Jünglinge (1955) - Bonn
- Die Windsbraut II i Berlin-Tempelhof
- Röntgen-Denkmal i Gießen
- Lesender Jüngling (1989), Skulpturen-Rundgang Schorndorf

## Eksterne links
- Wikimedia Commons har flere filer relateret til Erich Fritz Reuter
- Litteratur af og om Erich Fritz Reuter i det tyske nationalbiblioteks katalog 29. januar 2015
- Hjemmeside Bildhauerei i Berlin Arkiveret 27. september 2007 hos  Wayback Machine (kun tilgængelig med login) (tysk)
- Hjemmeside Erich Fritz Reuter Arkiveret 26. juni 2017 hos  Wayback Machine hentet 29. januar 2015 (tysk)
- Artikel om den 100. Fødselsdag Arkiveret 2. februar 2017 hos  Wayback Machine Reuters, TU Berlin - hentet 29. januar 2015 (tysk)